# SN1反応
SN1反応（エスエヌワンはんのう）とは、有機化学における置換反応の一種である。"SN" は求核置換反応（nucleophilic substitution）であることを示し、"1" は律速段階が単分子反応であることを示している。したがって、反応速度式は求電子剤の濃度の1乗、求核剤の濃度の0乗に比例した式になる。これは求核剤がカルボカチオン中間体に比べて過剰にある場合でも成り立つが、この場合反応速度式は定常状態速度論を用いてより正確に記述することができる。反応にはカルボカチオン中間体が関わっており、二級や三級のハロゲン化アルキルが強塩基下または強酸下で第二級ないし第三級のアルコールと反応する際に観察される。一級のハロゲン化アルキルについては代わりにSN2反応が起きる。無機化学では、SN1反応は「解離性置換反応」としばしば呼ばれる。解離の経路についてはシス効果によって記述される。SN1反応の反応機構はクリストファー・ケルク・インゴールドらによって1940年に提唱された。 この反応はSN2反応ほど求核剤の強さに依存しない。

## 反応機構
SN1反応の一つに臭化tert-ブチルの加水分解によってtert-ブチルアルコールをつくる反応がある。
このSN1反応は次の3つの段階からなる。
1. 脱離基（臭化物イオン）が炭素原子から離れ、tert-ブチル基のカルボカチオンができる。この反応は最も反応速度が遅く、可逆反応である[4]。ただし、イオン化より溶媒との反応の方が遅い場合も報告されている[5]。

カルボカチオンと求核剤の結合
2. 求核攻撃: 求核剤がカルボカチオンと反応する。求核剤が中性分子（つまり溶媒）なら、反応完了のため第三段階が必要となる。溶媒が水なら、中間体はオキソニウムイオンとなる。この反応は速く進む。
3. 脱プロトン化: 水が塩基として働いてプロトン化された求核剤からプロトンが脱離し、アルコールとヒドロニウムイオンが生成する。

## 反応が起こる対象
SN1反応は中心の炭素にかさ高い置換基が結合していて立体障害のためSN2反応が起こりにくい時に起きやすい。さらに、かさ高い置換基によって立体ひずみが小さくなり、カルボカチオンの生成速度が大きくなる。生成したカルボカチオンは誘起効果（英語版）とアルキル基の超共役によって安定化される。ハモンドの仮説ではこれによってカルボカチオンの生成がさらに加速するとされている。ゆえに、SN1反応は三級の炭素が反応する場合に優先的に起こり、二級の炭素が弱い求核剤と反応する場合も起きる。
SN1反応が優先して起こる反応の例として、濃塩酸を使ってジオールのヒドロキシ基を塩素原子に変えて2,5-ジクロロ-2,5-ジメチルヘキサンを合成する反応がある。
α位とβ位で置換が起こり、SN2反応ではなくSN1反応が起こる。

## 立体化学
反応の律速段階で生成するカルボカチオン中間体はsp2混成軌道を形成し、三角形の平面形分子構造をとる。これにより分子を平面上の上下どちらから攻撃するかにより二通りの求核攻撃が可能になる。もし平面の上下で反応性に違いがない場合、2つの反応は等確率で起こり、反応が起こったのが不斉炭素ならラセミ体が生成する。これは下のS-3-クロロ-3-メチルヘキサンがヨウ化物イオンとSN1反応を起こして3-ヨード-3-メチルヘキサンになることで示される。
しかし、脱離基がカルボカチオンの近くにとどまり、求核攻撃を妨げる場合は一方のエナンチオマーが優先して生成する。
この反応機構は、求核剤が必ず脱離基の反対側から結合するという立体選択的なSN2反応のメカニズムとは対照的である。

## 副反応
脱離反応とカルボカチオンの転位という2つの副反応が起こることが多い。反応が高温で進む場合（エントロピーが増加しやすい場合） E1反応が優先し、アルケンが生成する。低温では、SN1反応とE1反応は競合し、片方だけを起こすのは難しい。低温であっても、多少のアルケンが生成する。水酸化物イオンやメトキシドイオンなどの強塩基求核剤を用いてSN1反応を起こすと、E2反応が起こり、アルケンが生成する。E2反応は溶液が加熱された場合に起こりやすい。また、カルボカチオンがより安定な位置に転移した場合、その転移した位置で反応した生成物が得られる。

## 溶媒効果
SN1反応では律速段階で不安定なカルボカチオンを生成するため、この生成を促進する物質は反応全体を加速させることになる。普通は、溶媒には極性があり (イオン性の中間体を安定に存在させるため)、プロトン性のもの（脱離基を溶媒和させるため）を用いる。典型的なプロトン性極性溶媒には水やアルコールがあり、これらは求核剤として加溶媒分解も起こす。
Yスケールはある溶媒における加溶媒分解の反応速度定数（k）と標準溶媒（体積比でエタノール80%/水20%の混合物）における反応速度定数（k0）の比をとって対数にしたものであり、以下の式で表される。
{\displaystyle \log {\left({\frac {k}{k_{0}}}\right)}=mY\,}
ここでm は反応物定数（tert-塩化ブチルならm = 1）であり、Yは溶媒パラメータである。例えば100%エタノールなら、Y = -2.3、50%エタノール-水溶液ならY = +1.65、15%エタノールならY = +3.2となる。グルンワルト・ウィンスタイン方程式も参照のこと。